# Sinophasma truncatum
Sinophasma truncatum är en insektsart som först beskrevs av Tokuichi Shiraki 1935.  Sinophasma truncatum ingår i släktet Sinophasma och familjen Diapheromeridae. Inga underarter finns listade i Catalogue of Life.